# Михаил Марул
Михаил Марул Тарханиот (на гръцки: Μιχαήλ Μάρουλλος Ταρχανειώτης, на италиански: Michelle Marullo Tarcaniota, ок. 1453 – 10 април 1500) е гръцки ренесансов учен, новолатински поет, хуманист и военен.

## Живот
Михаил Марул Тарханиот е роден в семейство с гръцки произход. Подробностите от неговата биография са неясни: роден е или в Константинопол, или близо до мястото на Древна Спарта в Морейското деспотство, на полуостров Пелопонес. Баща му е известен като Маноли Марул (Μανώλης Μάρουλλος), а майка му е Ефросина Тарханиотиса (Ευφροσύνη Ταρχανειώτισσα). Името Тарханиот принадлежи на знатен византийски род и вероятно произлиза от Тарханион - село в Тракия. Друг Тарханиот на име Йоан, който е автор на няколко литературни произведения на гръцки и латински език през XVI век, е роднина на Марул.
И двамата родители на Марул са били гръцки бежанци, които избягали от Константинопол, когато той е завладян от турците през 1453 г.
Поради османската експанзия през 60-те години на XV век Марул бяга с родителите си в Република Рагуза, където прекарва най-ранните си години. Оттам семейството пътува до Италия, където Марул получава образованието в Анкона, а вероятно също и във Венеция и Падуа. Марул пътува от град на град като автор на латинска поезия и пламенен защитник на идеята за кръстоносен поход срещу османските турци. През 70-те години на XV век той воюва като обикновен стратиот срещу турците в Крим. За да освободи покорената си родина, бил готов сам да вземе оръжие и да се съюзи с краля на Франция, когато последният планирал да тръгне на кръстоносен поход. В Италия Марул служи при кавалерийския капитан Никола Рола, който бил лакедемонец.
Чрез своята поезия Марул влиза в контакт с много влиятелни хора на своето време, включително папи, крале и членове на семейство Медичи. Във Флоренция през 1494 г. той се жени за Алесандра Скала (1475 – 1506), дъщеря на Бартоломео Скала. На 10 април 1500 г., след посещение при хуманиста Рафаело Мафей във Волтера, Марул язди в пълно снаряжение, за да се присъедини към въоръжените сили срещу Чезаре Борджия, когато се удавя с коня си в река Чечина близо до Волтера.
Единствената съществена биография на Марул е от Карол Кидуел. В Marullus, Soldier Poet of the Renaissance (Лондон, 1989) тя разкрива живота на войник-поет, който скита из екзотични земи, пише стихове на границите на Черно море и участва във военна кампания на Влад Цепеш. И все пак Кидуел не проявява критичност към лъжите в „автобиографичните“ стихотворения на Марул. Те са изследвани по-подробно от Карл Ененкел в неговата глава за поета (вж. Die Erfindung des Menschen: Die Autobiographik des frühneuzeitlichen Humanismus von Petrarca bis Lipsius, Berlin, 2008, стр. 368 – 428). Ененкел твърди, че е малко вероятно Марул да е роден в Константинопол. Напротив, той предполага, че поетът е роден след падането на града под властта на султана през 1453 г. Френският поет Пиер дьо Ронсар (1524 – 1585) пък смята Марул за един от своите учители и му посвещава една епитафия.

## Твотчество
Марул съставя голяма и разнообразна колекция от епиграми в четири книги. Някои от най-добрите му любовни стихове по-късно си присвоили от Пиер дьо Ронсар и други поети. Марул също съставя колекция от химни, Hymni naturales, в които прославя древния олимпийски пантеон. Своите Institutiones principales, или Образованието на принцовете, той оставя недовършени. Пламенен почитател на римския философ-поет Лукреций, той предлага някои ценни редакции, които не били публикувани до 1513 г.
Opera omnia на Марул е редактирана за първи път от Алесандро Пероса през 1951 г. Химните и Институциите му са преведени на немски от Ото Шьонбергер (Вюрцбург 1996 и 1997). Освен това Химните са преведени на италиански от Донатела Копини (Флоренция, 1995 г.) и на френски от Жак Шомара (Женева, 1995 г.). През 2012 г. поредицата Harvard I Tatti публикува първия английски превод на поезията на Марул от Шарл Фантаци.

## Външни връзки
- Constantinopolitani Epigrammata et hymni, Париж, 1561 г

|  | Тази страница частично или изцяло представлява превод на страницата Michael Tarchaniota Marullus в Уикипедия на английски. Оригиналният текст, както и този превод, са защитени от Лиценза „Криейтив Комънс – Признание – Споделяне на споделеното“, а за съдържание, създадено преди юни 2009 година – от Лиценза за свободна документация на ГНУ. Прегледайте историята на редакциите на оригиналната страница, както и на преводната страница, за да видите списъка на съавторите. ВАЖНО: Този шаблон се отнася единствено до авторските права върху съдържанието на статията. Добавянето му не отменя изискването да се посочват конкретни източници на твърденията, които да бъдат благонадеждни. |